# Сметана
Сметана е хранителен продукт, получен от мляко с високо съдържание на мазнини чрез сепариране (разделяне) на мазнината. Маслеността ѝ може да е от 10% до 84%. Съществува и суроватъчна сметана, която се получава чрез сепариране на суроватка. Сметаната може да бъде и суха, която се получава чрез дехидратация на течна сметана.
Заквасена сметана се получава чрез млечнокисела ферментация на сметана с мезофилна закваска. Исползват се различни щамове на бактерията Lactococcus lactis.

## Етимология
Думата сметана е родствена на българската дума „мятам“ и на праславянската sъmetati, като показва начина на домашното ѝ производство – отмятане на каймака от повърхността на млякото.
В източнославянските езици: руски, украински и русински – (сметана), беларуски (смятана), сметана се нарича заквасената сметана.

## Производство
В промишлени мащаби сметаната се получава чрез сепариране с центрофуги на прясно мляко.
В домашни условия прясно издоеното мляко се загрява, но без да кипи, и се сипва веднага в широк съд, поставен на студена водна баня. След около час със ситна мрежеста лъжица (цедка) каймакът се обира и се оставя в хладилник за 24 ч за отцеждане. Така получената прясна сметана се разбива до хомогенна маса.

## Употреба
Сметаната се добавя в суровото мляко за увеличаване на маслеността му.
Чрез допълнително сепариране от сметаната се получава масло, например краве масло.
Сметана присъства в рецептите на някои крем супи, сосове, сладки ястия и сладкарски изделия. Сметана се добавя и в някои кафеени напитки, например „кафето по ирландски“.
Сметаната с по-голяма масленост се разбива на гъста пяна и се използва предимно за сладки ястия и сладкарски изделия. За целта се използва сметана с масленост 33 – 36%.
Сметаната намира приложение в някои лечебни диети, но е противопоказна при непоносимост към млечен протеин, както и при деца под 2-годишна възраст.
Сметаната се ползва за производството на някои сирена като маскарпоне, „Филаделфия“ и „Бурсин“.